# 葉志豪
葉志豪（Yip Chi Ho，1985年10月21日—），生於香港，是一名職業足球員，司職右中場，曾入選香港奧運足球代表隊。

## 球員生涯
葉志豪出身於流浪，2001年年僅16歲便加盟球隊，期間曾先後被外借至花花及傑志。
曾經入選香港奧運足球代表隊，參加過北京奧運足球預賽。
2007年夏天，轉投香港甲組足球聯賽班霸南華，可惜不受球會重用，整季出場機會不多。
於2008至09年度球季，葉志豪被南華外借往香港甲組足球聯賽新軍天水圍飛馬。2008年9月14日在旺角球場上演的香港甲組足球聯賽，葉志豪與張健峰各入一球，協助天水圍飛馬以2-1反勝康宏晨曦，贏得球隊成立後首場比賽勝利。至2010年初，葉志豪遭到天水圍飛馬棄用，曾經一度暫別球壇。
2010年夏天，宣布復出加盟四海流浪。
2011至12年度球季，轉投乙組聯賽球隊金峰科技，全季共射入8個聯賽入球，協助球隊取得乙組聯賽冠軍。不過，葉志豪並未有隨隊升班，於2012年夏天轉投另一支乙組聯賽球隊元朗。

## 外部連結
- 香港足球總會網站球員註冊資料 （页面存档备份，存于）